# 桑通日戰爭
桑通日戰爭（法語：Guerre de Saintonge）發生於1242年至1243年，是法國國王路易九世與英格蘭國王亨利三世之間的一場封建王朝衝突。這是亨利三世最後一個有望奪回在他父親統治期間失去的安茹領地的機會。桑通日是位於法蘭西王國中西部的桑特周圍地區，也是大部分戰鬥發生的地方。戰爭最終以法國人在塔耶堡戰役取得了決定性的大勝。
衝突的爆發是因為路易九世在普瓦圖伯國的封臣對他的弟弟普瓦捷伯爵阿方斯被任命為普瓦圖伯爵感到不滿，並希望將這一頭銜授予英格蘭國王亨利三世的弟弟康瓦爾的理查。法國人在塔耶堡戰役中決定性地擊敗英格蘭軍隊和叛軍，並結束桑特圍城的鬥爭。路易九世進一步鎮壓圖盧茲伯國投降。他將吉耶訥歸還給亨利三世，這是一種崇高的姿態，也是為了尋求進一步的和平，以便他能夠繼續十字軍東征。這場戰役是於1294年至1303年爆發的加斯科涅戰爭之前英法之間的最後一場重大衝突。
這場戰爭宣告亨利三世未能恢復在英格蘭國王約翰統治下失去的安茹地區領地的希望終結，並進一步為英格蘭第二次男爵戰爭埋下種子，原因是浪費金錢和男爵們普遍對英格蘭的不滿情緒日益高漲。